# Отравление в Солсбери (мини-сериал)
«Отравление в Солсбери» (англ. The Salisbury Poisonings) — британский телевизионный мини-сериал 2020 года, рассказывающий об отравлении Сергея и Юлии Скрипалей в британском городе Солсбери весной 2018 года и о последствиях этого события. Главные роли в нём сыграли Энн-Мэри Дафф, Мианна Бёринг, Рейф Сполл. Премьера прошла 14 июня 2020 года на BBC One.

## Сюжет
В основу сюжета мини-сериала легли реальные события — отравление россиян Сергея и Юлии Скрипалей в британском городе Солсбери в марте 2018 года. Согласно официальному синопсису, в мини-сериале рассказывается о том, «как обычные люди и общественные службы реагируют на внезапно возникшую нештатную ситуацию, демонстрируя чудеса героизма». Главные герои — полицейский, представитель городских властей и одна из пострадавших, умершая через несколько месяцев после отравления Скрипалей.

## В ролях
- Энн-Мари Дафф — Трейси Дашкевич
- Уильям Хьюстон — Тед Дашкевич
- Рейф Сполл — Ник Бейли
- Аннабель Шоли — Сара Бейли

## Производство и оценки
Предварительная работа над мини-сериалом заняла примерно год: его авторы много общались с жителями Солсбери, чтобы больше узнать о событиях марта 2018 года. Трейлер «Отравления» появился 1 июня 2020 года, премьерный показ прошёл 14—16 июня на канале BBC One. В декабре 2021 года сериал появился на Netflix и Дисней+.
Критик Егор Москвитин ещё до премьеры написал, что сериал вряд ли будет интересен российскому зрителю: сюжет сосредоточен не на Скрипалях, а на британцах, и в нём нет геополитики. При этом у британских зрителей был определённый интерес к этому проекту. Люси Мэнган в рецензии для The Guardian высоко оценила сценарий и режиссуру сериала как «восхитительно сдержанные» и сравнила спокойные действия его персонажей, столкнувшихся с «новой нормой», с реакцией публики во время пандемии COVID-19. Рецензент «Афиши» назвал сериал «непримечательным» и слишком похожим на документально-исторические «реконструкции». В целом «Отравление в Солсбери» не нашло заметного отклика в прессе.